# Robert Parry
Robert Parry, född 24 juni 1949 i Hartford, Connecticut, död 27 januari 2018, var en amerikansk undersökande journalist. Han blev mest känd för sina avslöjanden kring Iran-Contras-affären under sin tid på Associated Press (AP) och Newsweek. Han var chefredaktör för nyhetssajten Consortium News.

## Biografi
Parry tilldelades priset George Polk Award år 1984 för sina avslöjanden för AP. Bland annat var han först med att rapportera om att CIA hade försett nicaraguanska Contras med en manual som beskrev hur man begick lönnmord. År 1985 avslöjade han också att Oliver North vid USA:s nationella säkerhetsråd var inblandad i skandalen samt att CIA var involverade i Contras kokainsmuggling till USA.
Efter att han fått reda på att hans chef haft en nära relation till Oliver North gick Parry år 1987 över från AP till Newsweek. Tre år senare lämnade han även Newsweek efter att tidskriften, av politiska skäl, valt att stoppa hans avslöjande om att Vita huset utövat påtryckningar på nationella säkerhetsrådet för att mörklägga delar av Iran-Contras-affären.
År 1995 grundade Robert Parry den oberoende nyhetssajten Consortium News, som ursprungligen finansierades med hjälp av hans pension från Newsweek.

## Fotnoter
1. ↑  Internet Movie Database, IMDb-ID: nm2608353co0047972, läst: 23 januari 2021.[källa från Wikidata]
2. ↑  läs online, The New York Times .[källa från Wikidata]
3. ↑  ”Investigative Journalist Robert Parry Dies at 68” (på amerikansk engelska). The New York Times. 29 maj 2018. ISSN 0362-4331. https://www.nytimes.com/aponline/2018/01/28/us/ap-us-obit-parry.html. Läst 31 januari 2018.
4. ↑  ”LIU Past Winners”. www.liu.edu. Arkiverad från originalet den 8 juli 2015. https://web.archive.org/web/20150708204657/http://www.liu.edu/Polk/Articles/Past-Winners#1984. Läst 15 augusti 2015.
5. ↑  ”Eugene Register-Guard - Google News Archive Search”. news.google.com. https://news.google.com/newspapers?nid=1310&dat=19960114&id=3U1WAAAAIBAJ&sjid=6-sDAAAAIBAJ&pg=6906,2985635&hl=en. Läst 15 augusti 2015.
6. ↑  Parry, Robert. ”How John Kerry exposed the Contra-cocaine scandal”. http://www.salon.com/2004/10/25/contra/. Läst 15 augusti 2015.
7. ↑  ”Parry's Thrust”. http://www.salon.com/media/media960611.html. Läst 16 augusti 2015.